# Liste der Geotope im Landkreis Augsburg
Diese Liste enthält die Geotope des Schwäbischen Landkreises Augsburg in Bayern.
Die Liste enthält die amtlichen Bezeichnungen für Namen und Nummern des Bayerischen Landesamt für Umwelt (LfU) sowie deren geographische Lage. Diese Liste ist möglicherweise unvollständig. Im Geotopkataster Bayern sind etwa 3.400 Geotope (Stand März 2020) erfasst. Das LfU sieht einige Geotope nicht für die Veröffentlichung im Internet geeignet. Einige Objekte sind zum Beispiel nicht gefahrlos zugänglich oder dürfen aus anderen Gründen nur eingeschränkt betreten werden.
| Name                                                          | Bild           | Geotop ID | Gemeinde / Lage           | Geologische Raumeinheit | Beschreibung | Fläche m² / Ausdehnung m | Geologie                                                                                    | Aufschlussart       | Wert               | Schutzstatus                                     | Bemerkung                       |
| ------------------------------------------------------------- | -------------- | --------- | ------------------------- | ----------------------- | --- | ------------------------ | ------------------------------------------------------------------------------------------- | ------------------- | ------------------ | ------------------------------------------------ | ------------------------------- |
| Ehem. Kiesgrube mit Schieferkohle am Uhlenberg NW von Lindach | weitere Bilder | 772A007   | Dinkelscherben Position   | Iller-Lech-Region       | Aufgeschlossen ist ein Profil von den Feinsanden der Oberen Süßwassermolasse über Untere Deckschotter, tonig- schluffige Auensedimente zu Schieferkohlen und überlagernd vergleyte umgelagerte Lösslehme. Ein wichtiger Aufschluss von überregionaler Bedeutung für das Pleistozän des nördlichen Voralpenlandes. Der Aufschluss wurde paläomagnetisch, pollenanalytisch, paläobotanisch und bodenkundlich untersucht. | 1500 50 × 30             | Typ: Pflanzliche Fossilien, Fossiler Boden, Schichtfolge Art: Braunkohle, Schotter, Schluff | Hanganriss/Felswand | besonders wertvoll | Landschaftsschutzgebiet, Naturpark               | Bayerns schönste Geotope Nr. 97 |
| Ehem. Sand- und Kiesgrube NE von Gablingen                    |                | 772A014   | Gablingen Position        | Iller-Lech-Region       | Der Aufschluss zeigt rißglazialen Hochterrassenschotter unterlagert von miozänen Feinsanden. Die Schotter keilen nach Westen aus. | 750 50 × 15              | Typ: Schichtfolge Art: Kies, Sand                                                           | Kiesgrube/Sandgrube | bedeutend          | kein Schutzgebiet                                |                                 |
| Ehem. Kiesgrube ENE von Weiherhof                             |                | 772A015   | Gessertshausen Position   | Iller-Lech-Region       | In der ehemaligen Schottergrube sind einzelne, bis zu 3 m hohe und 8 m breite abri-artige Nagelfluhstotzen zu erkennen. Teilweise sind Schichtungsstrukturen lagig horizontal herausgewittert. Der Großteil der ehemaligen Grube ist zugewachsen bzw. stellenweise verfüllt. Die Deckenschotter bilden morphologisch heraustretende Kuppen. Auf dem Weg zur Grube ist stellenweise unterlagernde tertiäre Süßwassermolasse aufgeschlossen. | 4000 200 × 20            | Typ: Gesteinsart Art: Konglomerat                                                           | Kiesgrube/Sandgrube | bedeutend          | Landschaftsschutzgebiet, Naturpark               |                                 |
| Deckenschotter-Nagelfluh am Ziegelberg SE von Konradshofen    |                | 772A016   | Scherstetten Position     | Iller-Lech-Region       | Auf der Höhengruppe des Ziegelbergs südöstlich von Konradshofen befindet sich eine aufgelassene Schottergrube. Es sind Stotzen von nagelfluhartig verbackenen, vermutlich altpleistozänen Deckenschottern erhalten, die aus der weitgehend verschütteten Grubenwand herausstehen. Die Schotter werden von Lößlehm sowie von Fließerden überlagert. Die obere Deckschicht besteht etwa zur Hälfte aus Lößlehm (Hauptlage). Geologische Orgeln waren 2001 nicht aufgeschlossen! | 1400 70 × 20             | Typ: Fossiler Boden, Geologische Orgel Art: Konglomerat, Kalkstein                          | Kiesgrube/Sandgrube | bedeutend          | Landschaftsschutzgebiet, Naturpark               |                                 |
| Erzschurfstellen N von Biburg                                 |                | 772G002   | Diedorf Position          | Iller-Lech-Region       | Auf einer Ost-West-Erstreckung von ca. 1,5 km Länge finden sich auf dem langgestreckten Höhenrücken zwischen Dachsberg und Forstberg im Wald östlich von Hainhofen vor- oder frühgeschichtlichen Eisenschürfstellen. Die Trichtergruben weisen Durchmesser bis ca. 4 m auf und erreichen Tiefen bis 1,5 m. Bei fehlendem Unterholz und Bemoosung sind die Strukturen ausgezeichnet zu erkennen. Die Schürfstellen sind in altpleistozäne Deckenschotter eingetieft und reichten ursprünglich bis auf die liegenden Molassesedimente hinab. Wie von ähnlichen Feldern bekannt ist, wurden konkretionäre Eisenablagerungen abgelagert. Das Geotop steht als Bodendenkmal unter Schutz (Denkmal-Nr. D-7-7630-0007). | 750000 1500 × 500        | Typ: Pinge/nfeld Art: Schotter                                                              | kein Aufschluss     | bedeutend          | Bodendenkmal, Landschaftsschutzgebiet, Naturpark |                                 |
| Schmuttertal N von Hirblingen                                 | weitere Bilder | 772R001   | Gersthofen Position       | Iller-Lech-Region       | Die Erosionsterrasse der Schmutter liegt in Sedimenten der Oberen Süßwassermolasse. Die oberen Hangteile befinden sich möglicherweise auch in Riß-Schotter. | 16000 400 × 40           | Typ: Terrasse, Prallhang Art: Schotter                                                      | kein Aufschluss     | wertvoll           | Naturdenkmal                                     |                                 |
| Terrassen zwischen Stettenhofen und Gersthofen                |                | 772R002   | Langweid am Lech Position | Iller-Lech-Region       | Die rißglaziale Hochterrasse liegt morphologisch über würm- und postglazialen Ablagerungen. | 14000 1400 × 10          | Typ: Terrasse Art: Schotter                                                                 | kein Aufschluss     | bedeutend          | kein Schutzgebiet                                |                                 |
| Bibereiszeitliche Schotter auf dem Staufersberg               |                | 772R004   | Bonstetten Position       | Iller-Lech-Region       | Der Staufenberg ist die höchste Erhebung im weiten Umkreis. Oben auf lagern 3 bis 4 m mächtige Schotterpakete der Bibereiszeit. Benannt ist die Eiszeit nach dem an diesem Berg entspringenden Bach, der Biber. Ein Geologischer Lehrpfad erklärt die Entstehung der Landschaft. | 10440000 3600 × 2900     | Typ: Terrasse Art: Konglomerat                                                              | kein Aufschluss     | wertvoll           | Landschaftsschutzgebiet, Naturpark               |                                 |